# Diplonevra fasciiventris
Diplonevra fasciiventris är en tvåvingeart som beskrevs av Charles Thomas Brues 1911. Diplonevra fasciiventris ingår i släktet Diplonevra och familjen puckelflugor.
Artens utbredningsområde är Taiwan. Inga underarter finns listade i Catalogue of Life.